# Potirna
Potirna je naselje u Republici Hrvatskoj 1993. godine, saborskom odlukom,  pripojena ponovno uspostavljenoj općini Blato, otok Korčula, Dubrovačko-neretvanska županija. Potirna je nastala  sredinom 19. stoljeća oko nekoliko plodnih polja na zapadu kraju otoka. 

## Povijest
Postoje arheološki ostaci Gradina u Potirni, kao i drevni grčki i rimskih artefakata. Gradine su izgradili Iliri koje su bile kamene utvrde na otoku Korčuli. 
Iz rimskog doba i poslijerimskog starog vijeka datira villa rustica Mirje.
Uzgoj grožđa, maslina i smokve su glavna baza poljoprivrednih proizvoda. Selo se sastoji od dva dijela Gornje i Donje Potirne. Lokalne uvale su Grdaca, Žalić, Garma, Nova i Slatina. Od 1940. do 1959. Potirna je imala svoju osnovnu školu. U svojoj prvoj školskoj godini 1940. – 1941. bilo je dvadeset sedam učenika. Antun-Tonko Sesa je bio njihov učitelj, koji je bio iz grada Korčule.
Tijekom Drugog svjetskog rata talijanska vojska je okupirala Korčulu (1941. – 1943.), i talijanski se učio u mjesnoj školi. Dne 26. kolovoza 1943. Talijani su bombardirali mjesto. Narod sakriven u špilji zavjetovao se da će podići svetište Gospi Lurdskoj.

## Stanovništvo
Austrougarski popis stanovništva bilježi 56 u 1880. Broja stanovnika bio je na vrhuncu 1931. godine, ukupno 228. Tijekom ekonomskog razvoja iz 1960-ih velik broj stanovnika iz Potirne preselio se u susjednu Velu Luku.
Prema popisu stanovništva iz 2011. godine, naselje je imalo 23 stanovnika te 9 obiteljskih kućanstava.
| broj stanovnika |       |       | 56    | 66    | 106   | 101   | 220   | 228   | 128   | 111   | 68    | 25    | 13    | 14    | 21    | 23    | 48    |
|                 | 1857. | 1869. | 1880. | 1890. | 1900. | 1910. | 1921. | 1931. | 1948. | 1953. | 1961. | 1971. | 1981. | 1991. | 2001. | 2011. | 2021. |